# Barraïé
Barraïé est un taureau cocardier de race camarguaise. Élevé au sein de la manade Lafont, il remporte le Biòu d'or en 1988, 1989, 1992.

## Famille
Fils de Montherlant et de la vache Cabanièro II, il est le frère des cocardiers Furet (Biòu d'or en 1986), Dardaïoun, Drac, Badaïre, Don Juan. Son nom vient de Bernard Barraillé, ami du manadier qui décida lors de sa naissance de lui attribuer ce patronyme en enlevant les 2 L .

## Carrière
Sa carrière, commencée en 1985, qui s'est terminée par une dernière course à Nîmes le 23 mai 1993, est résumée sur le site de la course camarguaise Lou Carmen. Il reçoit en particulier le cocardier d'or, les palmes d'or et de nombreuses autres récompenses.

## Postérité
Le 29 mai 2012 selon Bouvine info,  ou le 25 juillet 2012 selon le blog Midi Libre , une statue réalisée par le sculpteur Ben K, est inaugurée à Saint-Christol (Hérault).
Ben K a exécuté le premier croquis préparatoire pour la statue de Barraïé en 2011.